# Психология воспитания

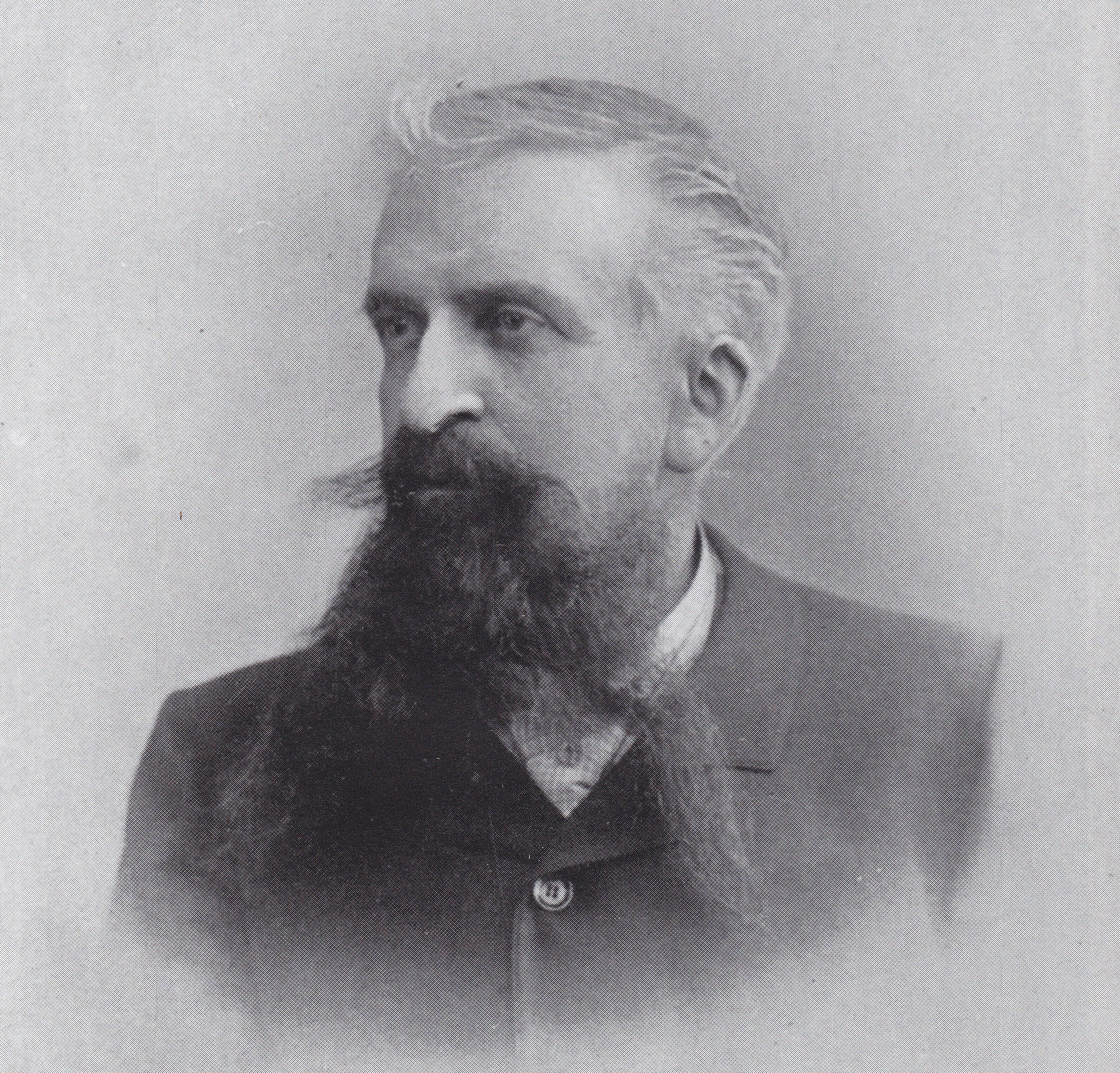
Гюстав Лебон около 1900 года

«Психология воспитания» (фр. Psychologie de l'Éducation) — книга французского философа, историка, естествоиспытателя, врача и создателя социальной психологии Гюстава Лебона, автора «Психологии масс». Книга, изданная в 1902, является критическим исследованием французской и мировой системы воспитания и образования, в которой Лебон сформулировал собственные принципы процесса обучения и воспитания, основанные на психологических законах. Переведена на многие языки мира с многочисленными переизданиями. На данный момент русское издание книги не обнаружено, хотя в предисловии к 16 французскому изданию 1920 года Лебон пишет: "Sur la première page de la traduction russe on lit: «Cette traduction a été faite par le général Serge Boudaïevsky, sur le désir exprimé par Son Altesse Impériale le grand-duc Constantin Constantinovich, président de l’Académie des Sciences et directeur des Écoles militaires de la Russie.» — "На титульном листе русского перевода читаем: «Этот перевод был совершён генералом Сергеем Будаевским, по желанию, выраженном Его Императорским Высочеством великим князем Константином Константиновичем, президентом Академии Наук и директором Военно-учебных заведений России.» Таким образом, в 1920 году Лебон имел в своём распоряжении русское издание «Психологии воспитания», переведённое и изданное в царской России ещё до 1917 года Сергеем Будаевским, который также перевёл и издал в России в 1908 «Психологию социализма» Лебона. Также появилась адаптированная электронная версия этой книги (и некоторых других) на современном русском языке.

## Краткое содержание книги

#### Критическая часть

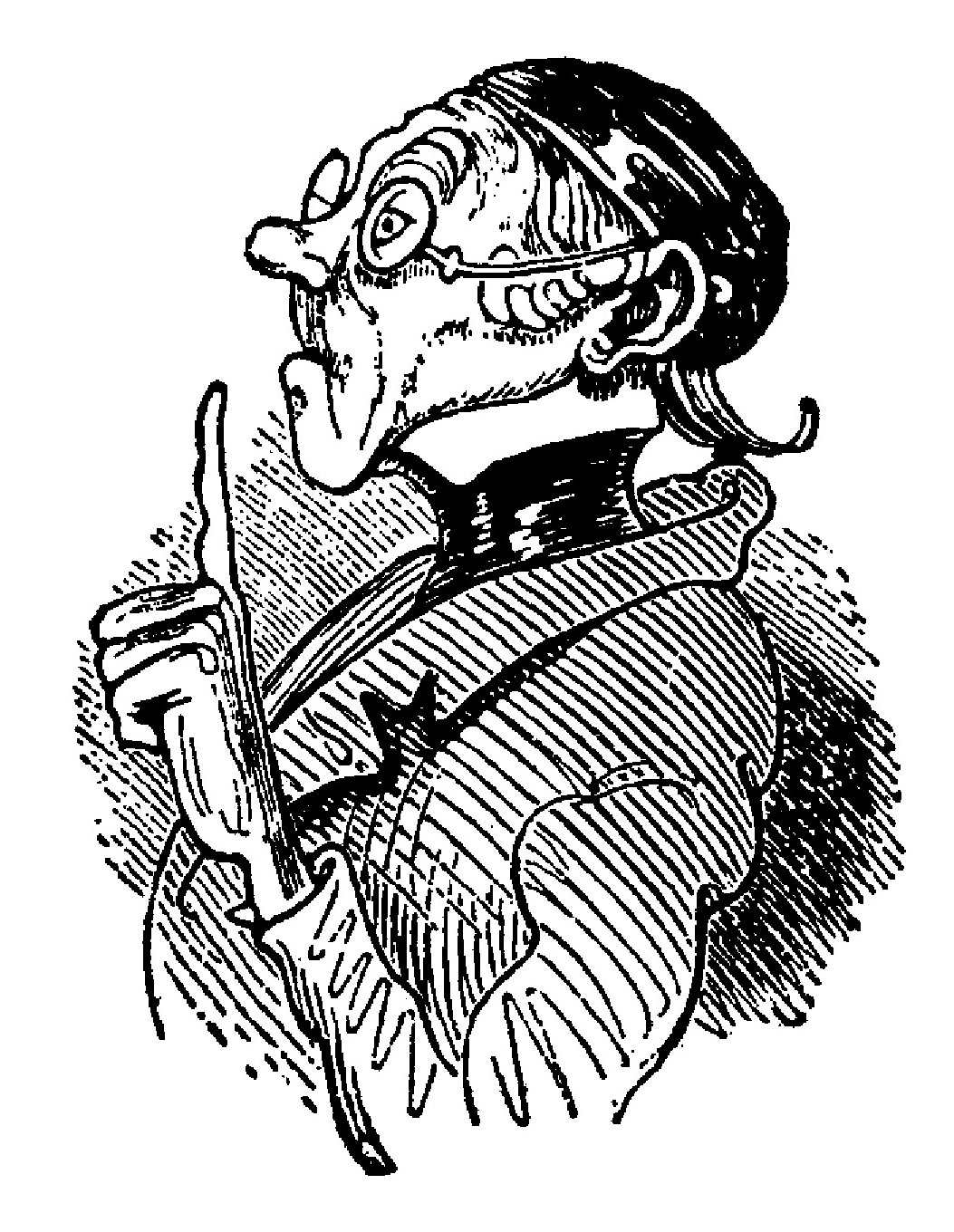
Карикатура на учителя конца XIX века.

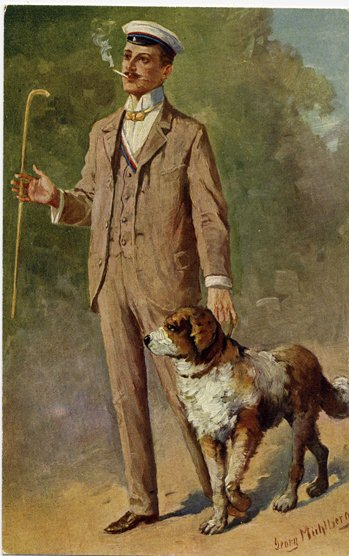
«Идеальный студент» — картина около 1900 года.

Лебон анализирует систему образования во Франции, а также в других романских странах, таких как Испания, Португалия и Италия, и приходит к выводу, что всё обучение на всех уровнях обучения (начальная, средняя и высшая школы) в этих странах строится преимущественно на мнемоническим методе, то есть простом запоминании знаний. Учеников заставляют зубрить большое количество информации, наличие которой у ученика проверяется системой заключительных экзаменов. Причём большая часть преподаваемых знаний, по мнению Лебона, является бесполезной для последующей профессиональной деятельности выпускников, то есть в учебных заведениях ученики и студенты тратят многие годы своей жизни впустую, изучая огромные пласты абстрактных или несущественных знаний, которые потом ими просто забываются за ненадобностью. По мнению Лебона и других различных специалистов, мнения которых Лебон приводит в книге, 9 из 10 выпускников университетов уже через несколько недель после сдачи экзаменов или получения диплома начисто забывают большую часть заученного знания, а выпускники физико-математических вузов по истечении короткого времени после получения дипломов уже не в состоянии решать простейшие задачи из алгебры и геометрии. По словам Лебона, высшее образование университета, профессиональное среднее образование и классы средней школы не развивают духовных (психических) способностей и только одну единственную из интеллектуальных: память.
Такая традиция обучения сложилась в Европе по мнению Лебона в Средневековье в семинариях при монастырях тамплиеров, францисканцев, бенедиктинцев, доминиканцев и других христианских орденов, в которых учеников, будущих монахов и церковных служителей, обучали зубрёжкой и многократным переписыванием религиозных текстов и трактатов, а также изучением латыни, на которой были написаны эти тексты. В XI и XII веках при монастырях и семинариях в Европе были основаны первые общие университеты (традиции которых были переняты от арабов, изгнанных до этого из Испании, Корсики, Италии и Франции), в которых папство официально дало право преподавания различным христианским орденам. При постепенном развитии университетов и с началом секуляризации и Реформации XVI—XVII веков университеты полностью стали светскими, однако основной мнемонический метод усвоения знаний остался прежним, приспособленный к зубрёжке религиозных текстов монахами. К примеру, традиция изучения мёртвых языков латыни и древнегреческого в современных Лебону европейских университетах идёт напрямую от монашеских семинариев при монастырях.

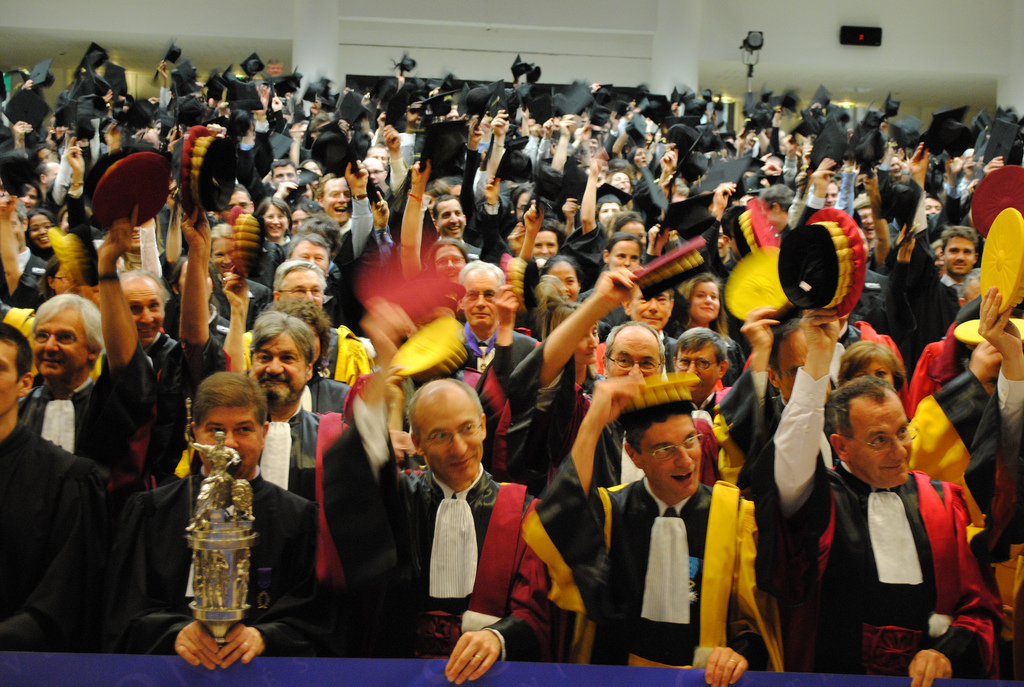
Церемония присуждения научной степени соискателям в университете Сорбонна, Париж, 2011.

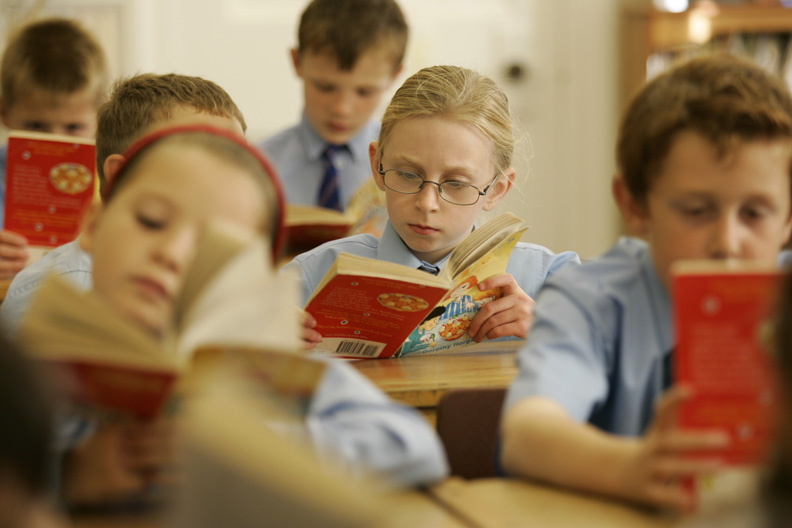
Ученики на уроках.

К началу XX века в университетах Франции и других романских странах сложилась система экзаменов, на которых проверяли усвоенные за годы обучения знания. Студенты, путём механического запоминания (в ущерб понимания материала и активного развития умственных и духовных способностей) учились для экзамена как такового, а не для знания и умения. Как пишет Лебон, в университетах преподают слова, ничего кроме слов в сложных, замысловатых учебниках, предназначенных для запоминания. Выпускники такой системы образования отгорожены от реальности стеной слов и вся сила ума выпускников приучена долгими годами обучения концентрироваться на словах и терминах.
Как следствие — упадок наук, технического прогресса и научных исследований в романских странах, и наоборот, их расцвет в англосаксонских и в Германии, где преподаются те же программы, но другими методами. Расцвет Японии как технической и научной державы Лебон объясняет прямым заимствованием этой страной методов образования у Германии. Разница в методах преподавания, по мнению Лебона, решающа для становления хорошего специалиста, знающего своё дело. Таких специалистов во всех областях знаний получают в англосаксонских странах (США, Великобритания, Австралия, Канада) и Германии применением экспериментального, практического метода обучения, преподавая те же самые программы обучения, что и во Франции и других романских странах, но исключая мнемонический метод из основных.

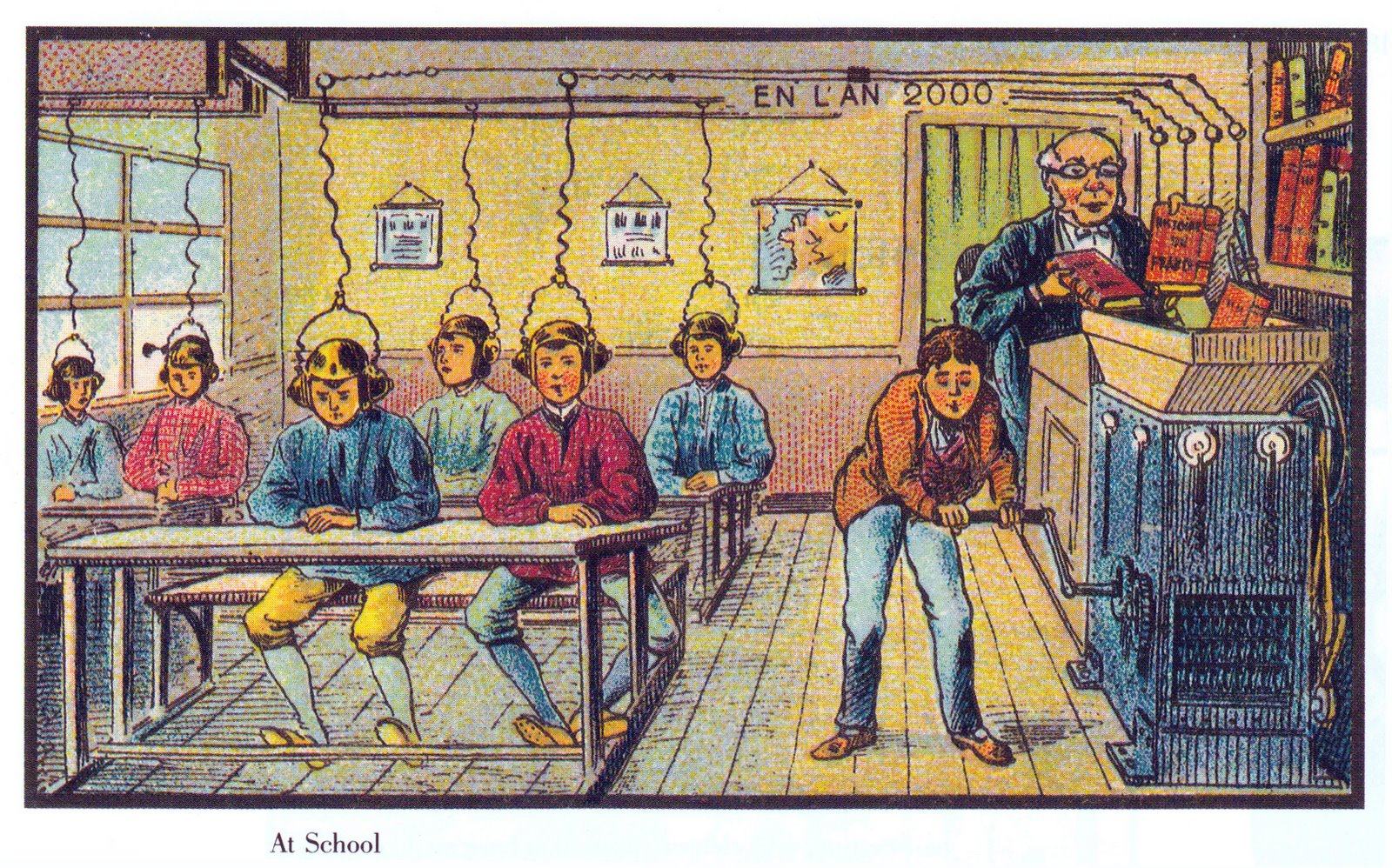
Французская футурулогическая открытка около 1900 года о будущем школы в 2000 году.

Именно мнемоническая система механической зубрёжки, по мнению Лебона, является основным источником огромной армии безработных, недовольных и не приспособленных к трудовой деятельности выпускников вузов и университетов, из которых набирается армия анархистов и революционеров, которые, как считает Лебон, не умеют ничего, кроме разрушения. Именно из рядов выпускников университетов, не нашедших своего профессионального применения в виду бесполезности и абстрактности их знаний, а также в виду отвращения к труду и дисциплине, но с огромными запросами и потребностями, набираются новобранцы в различные революционные, коммунистические или любые другие радикальные политические движения, призывающие к революциям и слому общественного порядка. И именно они как правило идеологи, предводители и составляют ядро таких движений (такой вывод делает Лебон из своих наблюдений нарастающих социалистических движений в Европе начала 20-го века, который он развил впоследствии в своей другой книге — «Психология социализма» (1908)).
Таким образом, недостатки системы образования и воспитания всех уровней, в особенности в романских странах, Лебон считает одной из главных причин их технического, интеллектуального и нравственного отставания.

#### Конструктивная часть

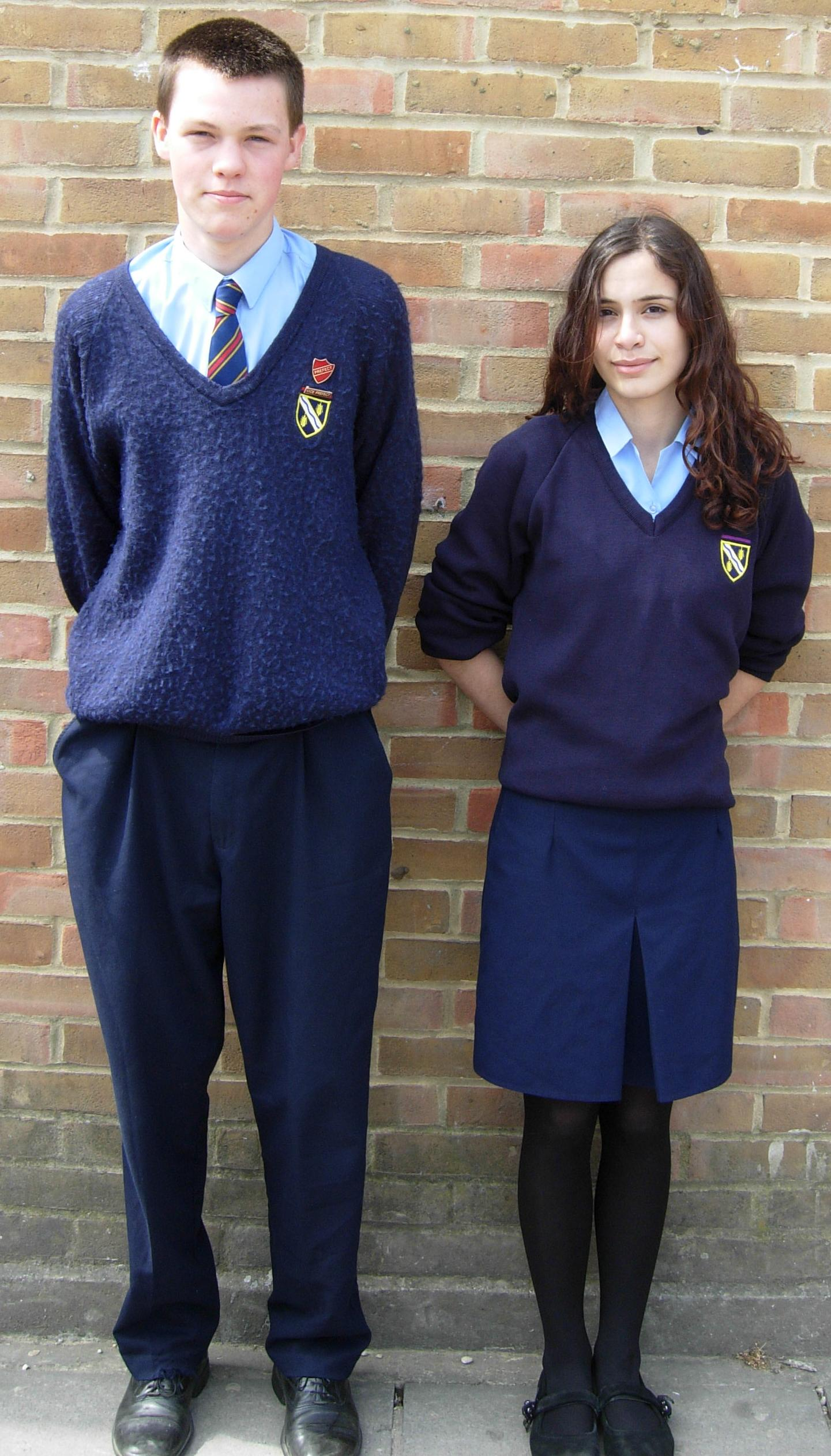
Ученики в Великобритании.

Вторая часть книги посвящена предложениям по улучшению воспитания и образования всех уровней системы обучения. В результате критического обзора французского образования и сравнения его с англосаксонским и немецким, Лебон, приходит к выводу, что улучшение образования достигается не изменением программ, которые все базируются на запоминании, а изменением методов преподавания этих программ. Лебон предлагает брать пример с США, Великобритании и Германии, в которых обучение поставлено на экспериментальную, опытную и практичную базы. На всех уровнях обучения в этих странах делается упор на развитии в обучающемся конкретных навыков и умений, практических и опытных знаний, полученных экспериментально, непосредственно и лично учеником. То есть там метод практичного освоения знаний превалирует над абстрактным и мнемоническим, что, по мнению Лебона, и вывело эти страны в мировые лидеры во всех областях науки и техники. Именно система обучения, воспитания и образования страны, как пишет Лебон, является фундаментом её процветания и могущества.
Суммируя свои предложения по улучшению обучения на всех уровнях, Лебон формулирует общий закон обучения, основанный на научном, психологическом подходе: «Воспитание — искусство пропускать сознательное в бессознательное.». То есть все полученные знания и умения должны быть переведены в навыки — человек умеет и знает что-то не задумываясь над этим, не вспоминая.

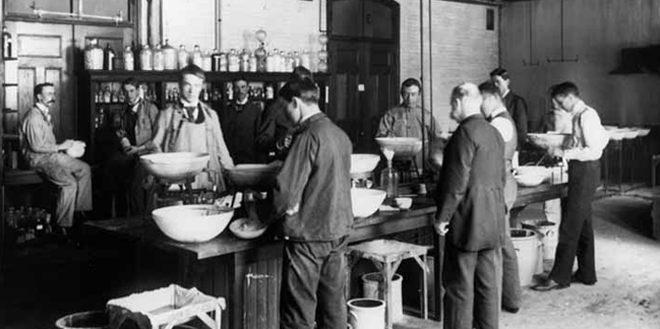
1893 — студенты Массачусетского технологического института в химической лаборатории, Кембридж, США.

При этом все методы обучения должны основываться на двух психологических законах: 1) законе сходных ассоциаций и 2) законе смежных ассоциаций, которые должны формировать искусственный, приобретённый рефлекс, с помощью которого можно как привить полезные навыки, так и отучить от бесполезных или вредных. Такой метод должен по мнению Лебона сделать процессы воспитания и образования максимально эффективными.
Истинной целью воспитания и обучения Лебон считает развитие в человеке лучших качеств характера и интеллектуальных способностей, таких как инициатива, наблюдательность, дисциплина, усердие, чувство солидарности и одновременно способность самостоятельно действовать, способность размышления, самообладание и т. д., что невозможно развить из чтения книг или простым запоминанием. Перечисленные качества делают человека в любой профессии высококлассным профессионалом.
Наиболее важным элементом воспитания Лебон считает мораль, так как духовное состояние определяет истинное место народа в цивилизации, его реальную власть в культуре. Само существование общества определяется общими правилами морали и общими идеалами, скрепляющими это общество. Самым важным идеалом в воспитании Лебон считает понятия Родины и Отечества, который наделяет людей одинаковыми чувствами и интересами. Без этого идеала существование, а тем более процветание народа невозможно. Поэтому мораль и идеалы Лебон предлагает включить в программу обучения.
Конкретно по предметам в школах Лебон предлагает:

Наглядное построение двенадцатигранника (додекаэдр) из куба.

— по истории не загружать учеников огромным количеством дат сражений, династий и генеалогий королей и их подробного описания, которые и не нужны практично и быстро забываются, а сконцентрироваться на основных событиях и на изучении главных результатах и продуктах цивилизаций, царств и культур в виде памятников, произведений искусства и архитектуры. Разгрузив таким образом учеников, Лебон полагает, что интерес и понимание исторических процессов у учеников значительно улучшатся.
— по литературе не загружать анализами анализов, комментариев и различных резюме к текстам, опустить дотошное изучение грамматики и стилистики самих по себе, а дать ученикам прочесть около 100 шедевров мировой литературы, которые бы ученик с помощью преподавателя сравнивал и изучал сам напрямую.
— в изучении иностранных языков сконцентрироваться в школах на разговорной практике, проводить уроки только на иностранном языке. Для того, чтобы набрать большой запас слов и быстро научиться читать на иностранном языке, Лебон предлагает метод, по которому берутся два любых одинаковых произведения классиков, на родном и на иностранном языках, и по 1-2 часа ежедневно читаются по одному предложению попеременно на иностранном и перевод на родном, пока понимание иностранного текста не сравняется с текстом на родном языке.

Трёхмерная спираль ДНК.

— в изучении математических наук начинать изучение чисел и их соотношений с конкретного, с вещественного и лишь потом переходить постепенно к абстрактному, так как ребёнок не понимает сразу абстрактных понятий. Лебон считает, что детям и подросткам доступно только конкретное, вещественное и лишь когда конкретных вещей становится достаточно много, бессознательное человека берёт на себя работу по сведению конкретных вещей в абстрактные понятия и обобщения, то есть абстрактные понятия появляются у человека сами по себе по мере накопления им опыта с конкретными вещами и явлениями. Поэтому Лебон рекомендует математику с геометрией преподавать в начале экспериментально-опытным путём.
— в физике и химии обучать учеников в основном в лабораторных условиях, давая им лично в опытах и экспериментах проверять действие законов природы, заключённых в абстрактные формулы, а также проходить большую и разностороннюю практику на заводах и в исследовательских лабораториях, если речь идёт о студентах вузов.
В целом роль воспитания и образования в жизни страны Лебон считает ключевым, особенно в эпоху техники, когда определяющую роль играет не знание само по себе, а умение его применить. Когда уровень знания в разных странах в общем и целом одинаков, то главенствующую роль в мире занимают те страны, пишет Лебон, которые умеют применять и развивать это знание практически.

## Отзывы
Идеи книги нашли наибольшую поддержку в США и Великобритании. Так, бывший президент США Теодор Рузвельт в своём письме к Лебону заверил его, что он может положиться на полную поддержку Рузвельта в случае, если во Франции власти захотят изменить систему образования в пользу предложенных Лебоном методов. Военный журнал Великобритании писал в 1909 году: «Никто не смог дать лучшего определения воспитанию, чем то, которое дал Гюстав Лебон: „Воспитание — искусство пропускать сознательное в бессознательное“. Руководители английского генерального штаба приняли этот закон как фундаментальный принцип учреждения единства доктрины и действия в военном воспитании, в котором мы так нуждались.»

## Похожие труды
- «Мысли о воспитании» (Джон Локк)
- «Эмиль» (Жан-Жак Руссо)
- «Как Гертруда учит своих детей»" (Песталоцци)
- «Основа культуры животных и человека», «Условный рефлекс» (Иван Павлов)
- «Духовное воспитание» (Эмиль Дюркгейм)
- «Мотивация и Личность», «Пирамида Маслоу» (Маслоу)

## Другие книги Гюстава Лебона
- История арабской цивилизации (1884)
- История цивилизаций Индии (1887)
- Настоящий конный спорт (1882)
- Психологические законы эволюции народов (1894)
- Психология масс (1895)
- Психология социализма (1898)
- Эволюция материи (1905)
- Эволюция сил природы (1907)
- Психология революций (1912)
- Психология нового времени (1920)
- Научная база философии истории (1931)